# Digitaria milanjiana
Digitaria milanjiana là một loài thực vật có hoa trong họ Hòa thảo. Loài này được (Rendle) Stapf mô tả khoa học đầu tiên năm 1919.